# Forces navales béninoises
Le Forze navali beninesi, in francese Forces navales béninoises, sono la marina militare dello Stato africano del Benin.
Create all'indomani dell'indipendenza della nazione nel 1960, le forze navali rappresentano da sempre la componente più piccola e meno sviluppata delle Forces armées béninoises, finendo quasi con lo scomparire del tutto negli anni 1990 a causa del venir meno dei tradizionali aiuti militari dell'Unione Sovietica. La necessità di contrastare i fenomeni di pirateria nelle acque del Golfo di Guinea portò negli anni 2000 a una ricostruzione delle forze navali beninesi, rimaste comunque allo stato di piccola forza di sorveglianza costiera.

## Storia

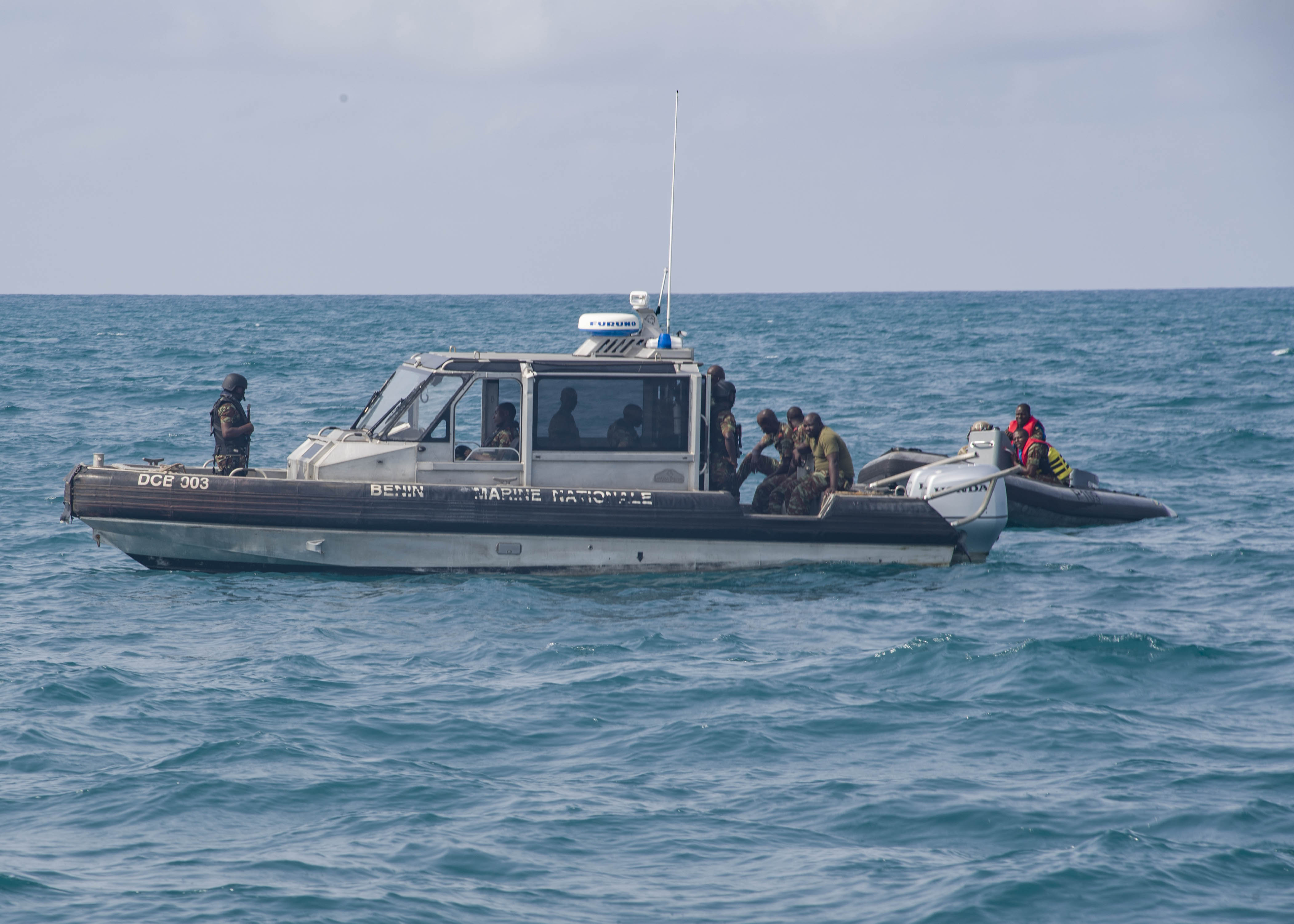
Una motovedetta beninese durante un'esercitazione nel 2017

La Colonia del Dahomey ottenne l'indipendenza dalla Francia il 1º agosto 1960 come Repubblica del Dahomey. I legami rimasti con la Francia furono interrotti bruscamente nell'ottobre 1972, quando le forze armate locali promossero un colpo di Stato che portò al potere il generale Mathieu Kérékou: lo Stato fu rinominato Repubblica Popolare del Benin e Kérékou impose un regime dittatoriale a partito unico di ispirazione marxista-leninista, avvicinandosi diplomaticamente all'Unione Sovietica e al Blocco orientale.
La necessità di sorvegliare una linea costiera affacciata sul Golfo di Guinea, per quanto non più lunga di 125 chilometri, cui si aggiunse poi una connessa zona economica esclusiva ampia 33000 km², portò le Forces armées béninoises a creare una componente navale, per quanto giocoforza di taglia molto piccola. Il materiale di partenza furono alcune vecchie motovedette lasciate in eredità dalle passate autorità coloniali francesi, ma tra il 1979 e il 1980 i sovietici trasferirono alle piccole Forces navales due motosiluranti della classe P4 e quattro motovedette di nuova costruzione, unità rimaste per i successivi vent'anni il nucleo principale della Marina beninese.

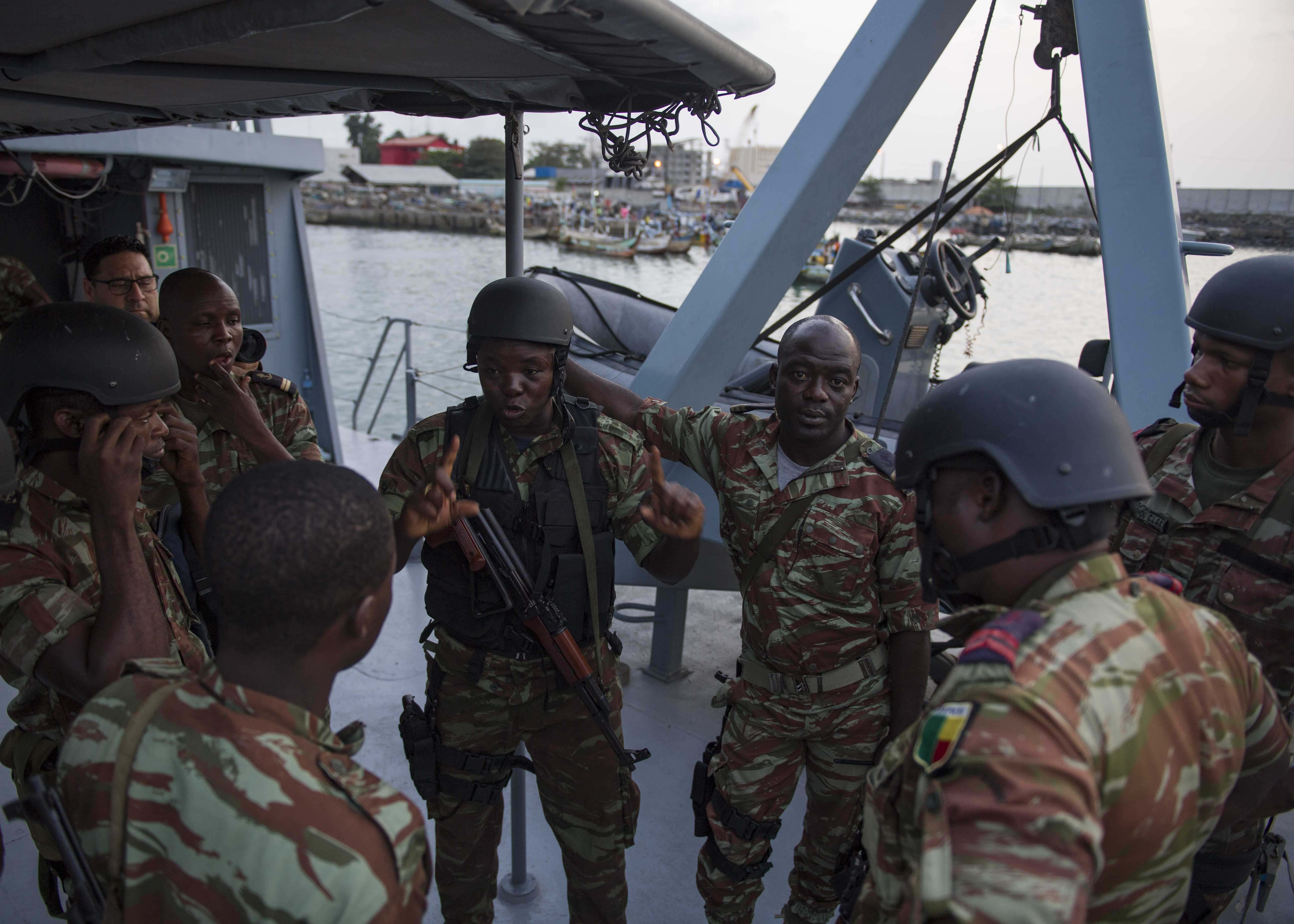
Marinai beninesi discutono durante un'esercitazione di abbordaggio navale nel 2017

La dissoluzione dell'Unione Sovietica privò il governo di Kérékou del suo più importante sostenitore, obbligandolo ad aprire al multipartitismo e a riallacciare i legami con il Blocco occidentale. La nuova Repubblica del Benin dovette affrontare una dura crisi economica nei primi anni 1990 e questo, unito all'esaurirsi delle forniture di pezzi di ricambio per il naviglio di origine sovietica, portò la Marina beninese sull'orlo dell'estinzione: all'inizio del 2000 le Forces navales béninoises schieravano non più di un centinaio di uomini equipaggiati con un'unica motovedetta, un'unità di origine francese acquistata nel 1988. L'insorgere di vasti fenomeni di pirateria nella regione del Golfo di Guinea obbligò il governo beninese a investire maggiormente nelle sue forze di sicurezza navale, che conobbero un periodo di espansione: la malandata motovedetta in servizio fu radiata nel 2001 e rimpiazzata da due nuove motovedette di costruzione cinese, mentre nel 2010 gli Stati Uniti d'America donarono un paio di motovedette della classe Defender; nello stesso periodo gli effettivi in servizio furono raddoppiati.
Il programma di acquisizione più importante fu portato a termine nel 2011 quando dalla Francia furono acquistati tre moderni pattugliatori della classe FPB95, da 100 tonnellate di dislocamento e armati con una mitragliera da 20 mm.